# Melanie Marks
Melanie Katharina Marks (* 1996 in Hamburg) ist eine deutsche Journalistin, Podcasterin und Fernsehmoderatorin.

## Leben
Marks studierte von 2014 bis 2017 im Bachelor Medien- und Wirtschaftswissenschaft an der Universität zu Köln sowie an der Universität Paris Ouest Nanterre La Défense. Von 2016 bis 2019 absolvierte sie verschiedene Praktika, unter anderem im ZDF-Studio in Paris, im Büro der Frankfurter Allgemeinen Zeitung in Brüssel, bei der Tagesschau und bei Vice. Von 2017 bis 2019 studierte sie im Master Journalismus an der Deutschen Journalistenschule und der Ludwig-Maximilians-Universität München, wo sie als Stipendiatin der Fazit-Stiftung gefördert wurde.
Seit 2018 ist Marks als freie Mitarbeiterin und Korrespondentin für den Bayerischen Rundfunk sowie die ARD tätig. Gemeinsam mit ihrer Abschlussklasse 56B der Deutschen Journalistenschule wurde sie 2020 mit dem Newcomerpreis des Otto-Brenner-Preises für ihr dreiteiliges Podcast-Projekt Der erste Tag der AfD ausgezeichnet. Von Februar 2020 bis April 2021 arbeitete sie für den BR als trimediale Korrespondentin im Studio Rosenheim. Seit Juni 2023 moderiert sie die 16:00-Uhr-Ausgabe und ist Co-Moderatorin der Hauptausgabe von BR24.